# Дшейра-ель-Джигадія
Дшейра-ель-Джигадія (араб. الدشيرة الجهادية; бербер. ⴷⵛⴰⵢⵔⴰ ⵍⵊⵉⵀⴰⴷⵉⵢⴰ) — місто на півдні Марокко. Розташоване в префектурі Інезган — Айт-Меллуль у регіоні Сусс — Масса, за 10 км на південь від міста Агадір. Населення за переписом 2014 року становить 100 336 осіб.
| Марокко | Це незавершена стаття з географії Марокко. Ви можете допомогти проєкту, виправивши або дописавши її. |